# Isagoge
La Isagoge o Introducción a las categorías de Aristóteles, escritas por el filósofo neoplatónico Porfirio y traducida del griego al latín por Boecio, se convirtió en el manual estándar sobre lógica por, al menos, un milenio después de la muerte del Estagirita. La obra fue escrita entre los años 268-270, e incluye una minuciosa clasificación de los conceptos aristotélicos de género y especie. Es a partir de esta revisión que se ha construido el llamado Árbol de Porfirio, que consiste en una clasificación dicotómica que toma como punto de partida el género de sustancia (el más general), descendiendo así al resto de los individuos, pasando por las especies.
Boecio lo tradujo al latín, el cual llegó a convertirse en un manual estándar de lógica aristotélica en las universidades europeas, estableciendo así una de las etapas más importantes en el desarrollo de la escolástica medieval: el tema de los universales. Muchos escritores, como Boecio, Averroes, Abelardo y el mismo Duns Scoto, entre otros, escribieron comentarios contra el libro. Otros escritores, como Guillermo de Ockham, los incorporaron en sus manuales sobre la lógica.

## Ediciones
La traducción latina más temprana, no muy exacta, fue hecha por Mario Victorino en el siglo IV. La primera traducción al sirio se debe a Atanasio de Balad en el siglo VII. También se ha encontrado una antigua traducción armenia.
Ibn al-Muqaffa lo tradujo al árabe desde una versión del sirio. Con el nombre árabe Isāghūjī se convirtió en el texto estándar de lógica en el mundo musulmán e influyó en el estudio de la teología, filosofía, gramática y la jurisprudencia.
Además de las adaptaciones y resúmenes del texto, muchos trabajos independientes de lógica realizados por filósofos musulmanes han sido titulados Isāghūjī. La discusión de Porfirio sobre el tema del accidente provocó un largo debate acerca del uso de los conceptos aristotélicos de accidente y esencia.

## Contenido
Porfirio aclara sus intenciones en el proemio de su obra: quiere hacer comprensibles las categorías aristotélicas y, a la vez, aleccionar en la doctrina de la definición, de la división y de la prueba, de tan necesitada urgencia en la vida intelectual.
El contenido de la Isagoge es la doctrina de los predicables, ello es, de los modos de relacionar, según Aristóteles, sujeto y predicado. Porfirio habla de cinco predicables, a saber: género, especie, diferencia, propio y accidente (de ahí el nombre latino De quinque vocis sive in categorías Aristotelis introductio).
Hay que distinguir, siguiendo también a Aristóteles, entre predicable y categoría. Como forma de llevar a cabo una predicación, el predicable relaciona al sujeto con el predicado. En cambio, la categoría es la determinación de un término en sí mismo, de manera independiente.